# Federica Clerici
Federica Clerici (Como, 22 aprile 1994) è una calciatrice italiana, centrocampista delle Azalee.

## Palmarès
- Campionato italiano di Serie A2: 1

Como 2000: 2010-2011